# 420 Bertholda
Bertholda (asteroide 420) é um asteroide da cintura principal com um diâmetro de 141,25 quilómetros, a 3,2664564 UA. Possui uma excentricidade de 0,04270698 e um período orbital de 2 302,21 dias (6,31 anos).
Bertholda tem uma velocidade orbital média de 16,12414735 km/s e uma inclinação de 6,66033935º.
Este asteroide foi descoberto em 7 de Setembro de 1896 por Max Wolf.